# Бік Володимир Валентинович
Володи́мир Валенти́нович Бі́к (нар. 16 жовтня 1959 - пом.11 липня 2023 року) — колишній начальник Департаменту контррозвідки СБУ, генерал-майор. Очолював Департамент контррозвідувального захисту інтересів держави в сфері інформаційної безпеки (ДКІБ).

## Життєпис
З 13 квітня 2012 року по 5 лютого 2014 року був очільником Департаменту контррозвідувального захисту інтересів держави у сфері інформаційної безпеки Служби безпеки України.
5 лютого 2014 року указом Президента України Віктора Януковича був призначений начальником Департаменту контррозвідки Служби безпеки України. Після втечі Януковича до Росії, Бік наслідував його приклад та був звільнений указом виконувача обов'язки Президента Олександра Турчинова від 26 лютого 2014 року. У 2014 р. в рамках люстрації був звільнений з посади.
25 жовтня 2014 року проти нього порушили кримінальні справи, у тому числі й за статтею «державна зрада». На думку представників СБУ він надавав представникам іноземної організації допомогу в проведенні підривної діяльності проти України. 9 листопада 2014 року Володимира Біка затримали й заарештували.
У 2016 році з нього зняли звинувачення за статтями Кримінального кодексу 329 (втрата носіїв інформації, що містять державну таємницю) і 365 (перевищення службових обов'язків).
14 жовтня 2017 року випустили з СІЗО і відправили під цілодобовий домашній арешт.
11 липня 2023 року Володимир Бік помер від тяжкої хвороби. Похований на цвинтарі №2 у Харкові. 

## Нагороди
- Орден «За заслуги» III ст. (23 серпня 2011) — за вагомий особистий внесок у захист державного суверенітету, забезпечення конституційних прав і свобод громадян, зміцнення економічної безпеки держави, сумлінне і бездоганне служіння Українському народові та з нагоди 20-ї річниці незалежності України[5]
- Орден «За мужність» III ст. (20 серпня 2008) — за особливі заслуги у захисті державного суверенітету та територіальної цілісності України, охорону конституційних прав і свобод людини, мужність і самовідданість, виявлені під час виконання військового і службового обов'язку, та з нагоди 17-ї річниці незалежності України[6]